# فرودگاه شهری ابیویل
فرودگاه شهری ابیویل (به انگلیسی: Abbeville Municipal Airport) یک فرودگاه همگانی بهره‌برداری هوایی است که یک باند فرود آسفالت دارد. این فرودگاه در شهر ابلویل (آلاباما) کشور ایالات متحده آمریکا قرار دارد .